# Patrícia Campos Mello
Patrícia Campos Mello (São Paulo, Brasil, 6 de abril de 1974) es una periodista brasileña. Trabaja en la Folha de S.Paulo como periodista. En 2016, recibió el premio Troféu Mulher Imprensa.

## Carrera
Es licenciada en Periodismo por la USP y tiene un Máster en Reportaje Económico y Empresarial por la Universidad de Nueva York, con una beca. Es autora de Lua de Mel em Kobane, libro publicado por la Companhia das Letras e Índia - de la miseria al poder por la Editora Planeta. Es becaria del Centro Brasileño de Relaciones Internacionales (CEBRI).
En 2018, publicó una serie sobre un esquema financiero supuestamente ilegal en apoyo a la candidatura de Jair Bolsonaro a la Presidencia de Brasil, que implicaba el uso masivo de los medios sociales. En este contexto, fue objeto de mensajes de odio en Internet.
Fue enviada especialmente a zonas de conflicto, como Siria y Sierra Leona.

## Cobertura internacional
De 2006 a 2010, fue corresponsal en Washington para el Estado de São Paulo. Cubrió la crisis económica estadounidense, la guerra en Afganistán, las elecciones de 2008, 2012 y 2016. En la Casa Blanca, entrevistó al presidente George W. Bush. También cubrió los ataques del 11 de septiembre de 2001. Concibió el premiado proyecto "World of Walls", un especial multimedia sobre la crisis migratoria realizado en cuatro continentes.
Ha estado en Siria, Irak, Turquía, Libia, Líbano y Kenia varias veces informando sobre los refugiados y la guerra. También fue la única reportera brasileña que, en 2014 y 2015, cubrió la epidemia del ébola en Sierra Leona.

## Distinciones
En 2018, la revista estadounidense Time seleccionó a "The Guardians and the War on Truth" como "Persona del año", honrando a los periodistas de investigación de todo el mundo. Mello también fue explícitamente mencionado en el homenaje.
Por su trabajo, en 2019 recibió el Premio Internacional de Libertad de Prensa del Comité para la Protección de los Periodistas (CPJ)
En 2017, recibió el Premio del Comité Internacional de la Cruz Roja (CICR). Y en 2018, recibió junto con su equipo el Premio Internacional de Periodismo Rey de España y el V Premio Petrobras de Periodismo.